# 豆ダッシュ
豆ダッシュ（まめダッシュ）は、タカラ（タカラトミー）から発売されたチョロQのテスト販売時の名称、裏の刻印にはTAKARAとしか無くチョロQとは書かれていない。亀のこエンジンが積まれ、販売期間は1980年9月から3ヶ月とわずかなことから現存するものも少ない。「QQQパック」（さんきゅうぱっく）という限定セットに1/12の確率での封入やSTD、HGなどで復刻もされている。

## ラインナップ
- F-1
- バン
- カウンタック
- VWバハ